# Алпер Акчам
Алпер Акчам (на турски: Alper Akçam, роден на 1 септември 1987) е турски футболист, нападател. Играе в германския втородивизионен отбор Кайзерслаутерн.
Акчам играе в Кайзерслаутерн от 2001 г., а от 2006 г. е част от аматьорския отбор на лаутерите, за които записва 73 мача с 19 гола. На 4 април 2008 г. той дебютира във Втора Бундеслига, когато Милан Шашич го пуска в игра като резерва в мача срещу Хофенхайм. Нападателят добавя още две участия във втория ешелон на германския футбол през сезон 2008/09 под ръководството на Алоис Шварц - отново като резерва - срещу Аугсбург и Фрайбург.
За сезон 2009/10 Алпер Акчам получава професионален договор в Кайзерслаутерн.